# James Jones (scriitor)
James Ramon Jones (n. 6 noiembrie 1921, Robinson⁠(d), Illinois, SUA – d. 9 mai 1977, Southampton, Anglia, Regatul Unit) a fost un scriitor american, cunoscut mai ales pentru romanele sale, inspirate din cel de-al Doilea Război Mondial.

## Scrieri
War Trilogy
- 1951: De aici în eternitate  ("From Here to Eternity")
- 1958: Unii veneau în fugă ("Some Came Running", Scriitorul, cartoforul și prostituata)
- 1962: Linia subțire și roșie ("The Thin Red Line", La hotarul dintre viață și moarte).